# Magnolia chimantensis
Magnolia chimantensis är en magnoliaväxtart som beskrevs av Julian Alfred Steyermark och Bassett Maguire. Magnolia chimantensis ingår i släktet Magnolia och familjen magnoliaväxter. Inga underarter finns listade i Catalogue of Life.